# Островской
Островской — хутор в Суровикинском районе Волгоградской области России. Входит в состав Сысоевского сельского поселения.
Расположен в 11 км к юго-востоку от города Суровикино.

## Население
| 2010 |
| ---- |
| 61   |

Население хутора в 2002 году составляло 120 человек.

## Инфраструктура
На хуторе существовала общеобразовательная школа, которая в 2012 году влилась в МКОУ Краснозвездинская СОШ.